# Мелитопольский троллейбус
Мелитопольский троллейбус (укр. Мелітопольський тролейбус) — нереализованный проект строительства троллейбусной сети в городе Мелитополь Запорожской области Украины. Строительство было начато в 1988 году и свёрнуто к середине 1990-х годов. Пуск предполагался в 1996 году. Возобновление строительства не планируется.

## История
В 1971 году был разработан проект строительства в Мелитополе 3-х троллейбусных линий:
- завод «Автоцветлит» — вокзал;
- площадь Революции — депо;
- площадь Революции — улица Дзержинского.

В 1974 году планировалось начать строительство троллейбусного депо на 100 машино-мест.
Реализация проекта затянулась, и строительство было начато только в 1988 году, уже по обновлённому проекту. На улице Нестеренко был построен каркас здания депо на 69 мест с планируемым расширением до 100 мест, велось строительство 4 тяговых подстанций, вдоль первой троллейбусной линии были установлены железобетонные столбы.
Маршрут № 1 должен был проходить от железнодорожного вокзала по улице Гризодубовой, бульвару 30-летия Победы, Продольной улице (ныне проспект 50-летия Победы), проспекту Богдана Хмельницкого, улице Леваневского и Каховскому шоссе до завода «Автоцветлит». Длина маршрута должна была составлять 13,6 км. В перспективе планировалась прокладка и других маршрутов.
Открытие движения планировалось на 1996 год. Однако из-за экономических проблем строительство так и не было завершено.
Некоторые опоры недостроенной троллейбусной линии простояли до 2020 года.

## Интересные факты
- Коммунальное предприятие «Мелитопольэлектротранс» просуществовало до середины 2000-х годов[2]. Впрочем, ведало оно не электротранспортом, а рынками[3].
- Недостроенное троллейбусное депо на улице Нестеренко теперь используется как склад стройматериалов[4].